# Skupni tehnični dokument
Skupni tehnični dokument (CTD, angl. Common technical document) je predpisan dokument, ki ga predloži predlagatelj za dovoljenje za promet z zdravilom pristojnemu organu za pridobitev dovoljenja z in z njim dokazuje kakovost, varnost in učinkovitost zdravila. Skupni tehnični dokument je razvila Mednarodna organizacija za harmonizacijo (ICH) z namenom uskladitve pogojev za pridobitve dovoljenja za promet z zdravilom v Evropski skupnosti, ZDA in na Japonskem. Prva inačica dokumenta je bila izdana leta 2000. CTD omogoča, da se za registracijo novega zdravila v različnih državah preda povečini ista dokumentacija.

## Zgradba
CTD je sestavljen iz petih modulov:
- 1. modul: regionalni podatki
- 2. modul: vsebina, pregled in povzetek 2., 3., 4. in 5. modula
- 3. modul: kakovost zdravila
- 4. modul: predklinično preskušanje
- 5. modul: klinično preskušanje

### 1. modul
Prvi modul je za razliko od ostalih v različnih regijah različen, zato v ožjem pomenu ni del CTD-ja. V Evropi je sestavljen iz naslednjih poglavij:

1.1 izčrpen pregled vsebine celotne dokumentacije (kazalo) 

1.2 obrazec vloge 

1.3 povzetek glavnih ali temeljnih značilnosti zdravila, navodilo za uporabo in predlog ovojnine

1.4 podatke o izvedencih (biografski in bibliografski podatki, podpis izvedencev) 

1.5 posebne zahteve za različne vrste vlog 

### 2. modul
2.1 pregled vsebine za 2., 3., 4. in 5.modul (kazalo) 

2.2 uvod 

2.3 celoten povzetek dokumentacije o kakovosti zdravila 

2.4 pregled o nekliničnem preskušanju/neklinični dokumentaciji 

2.5 pregled o kliničnem preskušanju/klinični dokumentaciji 

2.6 povzetek o nekliničnem preskušanju/neklinični dokumentaciji 

2.7 povzetek o kliničnem preskušanju/klinični dokumentaciji 

### 3. modul
3.1 pregled vsebine 3. modula (kazalo) 

3.2 podatki 

3.3.S zdravilna/e učinkovina/e

3.4.P zdravilo (končni izdelek) 

3.5.A dodatki 

### 4. modul
4.1 pregled vsebine 4. modula (kazalo) 

4.2 poročila farmakološko-toksikoloških študij 

4.3 literaturni podatki 

### 5. modul
5.1 pregled vsebine 5. modula (kazalo) 

5.2 tabelaričen prikaz vseh kliničnih študij 

5.3 poročila kliničnih študij 

5.4 literaturni podatki 

## Elektronska oblika
Skupni tehnični dokument je praviloma v natisnjeni obliki in predstavlja zelo obsežno dokumentacijo – več deset tisoč strani. Za poenostavitev vročanja dokumentacije so izdelali tudi elektronsko obliko dokumenta (e-CTD).